# غراهام إرنست
غراهام إرنست (بالإنجليزية: Graham Ernst)‏ هو سياسي أسترالي، ولد في 16 مارس 1940. حزبياً، نشط في حزب العمال الأسترالي. وقد انتخب عضو الجمعية التشريعية فيكتوريا.